# WrestleMania XXIV
WrestleMania XXIV was een professioneel worstel-pay-per-viewevenement dat geproduceerd werd door World Wrestling Entertainment (WWE). Dit evenement was de 24ste editie van WrestleMania en vond plaats in de Citrus Bowl in Orlando (Florida) op 30 maart 2008.

## Wedstrijden
| Nr.                                                                          | Match | Winnaar(s)                                    |
| ---------------------------------------------------------------------------- | --- | --------------------------------------------- |
| 1                                                                            | Finlay (met Hornswoggle) vs. John "Bradshaw" Layfield in een Belfast Brawl match                                                           | John Layfield                                 |
| 2                                                                            | Chris Jericho vs. MVP vs. Mr. Kennedy vs. John Morrison vs. Shelton Benjamin vs. CM Punk vs. Carlito in een Money in the Bank ladder match | CM Punk                                       |
| 3                                                                            | Batista (SmackDown!'s) vs. Umaga (Raw's) in een Match for Brand Supremacy                                                                  | Batista (SmackDown!'s)                        |
| 4                                                                            | Chavo Guerrero (c) vs. Kane in een een-op-eenmatch voor het ECW Championship                                                               | Kane (nc)                                     |
| 5                                                                            | Ric Flair vs. Shawn Michaels in een Career Threatening match                                                                               | Shawn Michaels; einde carrière voor Ric Flair |
| 6                                                                            | Maria & Ashley vs. Beth Phoenix & Melina in een BunnyMania Lumberjill match                                                                | Beth Phoenix & Melina                         |
| 7                                                                            | Randy Orton (c) vs. Triple H vs. John Cena in een Triple Threat match voor het WWE Championship                                            | Randy Orton (c)                               |
| 8                                                                            | Floyd "Money" Mayweather vs. Big Show in een No Holds Barred match                                                                         | Floyd "Money" Mayweather                      |
| 9                                                                            | Edge (c) vs. The Undertaker in een een-op-eenmatch voor het WWE World Heavyweight Championship                                             | The Undertaker (nc)                           |
| (c) huidige kampioen voor en na de match \| (nc) nieuwe kampioen na de match | |                                               |